# Evil Whiplash
Evil Whiplash ist eine kolumbianische Thrash-Metal-Band aus Popayán, die im Jahr 2004 gegründet wurde.

## Geschichte
Die Band wurde im Jahr 2004 als Metallica-Tribute-Gruppe gegründet. Nach einigen Auftritten und Änderungen in der Besetzung, entwickelte die Band schließlich eigene Lieder. Die Mitglieder hatten sich mit Schlagzeuger Julián "Metal" Ruiz und Bassist Jhon Jairo Talaga auf nur zwei reduziert, bis nach einiger Zeit Gitarrist und Sänger Rubén "Evil Dozer" zur Band kam. Im Dezember 2009 nahm die Band ihr Debütalbum Rituals of Punishment in den In W.A.R. Studios in Bogotá auf. Das Album erschien im Jahr 2010 über Iron Shield Records.

## Stil
Die Band spielt klassischen Thrash Metal auf ihrem Debütalbum, wobei das Spiel der Instrumente technisch solide ist.

## Diskografie
- 2008: Under the Sign of Evil (Demo, Eigenveröffentlichung)
- 2010: Rituals of Punishment (Album, Iron Shield Records)
- 2010: Thrashing Madness (Split mit Evil Force und Black Fire, Eigenveröffentlichung)
- 2012: Evil Reincarnation (EP, Derangement Project Production)
- 2015: Beyond Dimensions (Album, Iron, Blood, Death and Corp)